# Округ Ливингстон (Кентаки)
Округ Ливингстон (енгл. Livingston County) је округ у америчкој савезној држави Кентаки.

## Демографија
По попису из 2010. године број становника је 9.519, што је 285 (-2,9%) становника мање него 2000. године.
| Група             | 2000.         | 2010.         |
| Белци             | 9.608 (98,0%) | 9.243 (97,1%) |
| Афроамериканци    | 14 (0,1%)     | 21 (0,2%)     |
| Азијати           | 3 (0,0%)      | 20 (0,2%)     |
| Хиспаноамериканци | 74 (0,8%)     | 123 (1,3%)    |
| Укупно            | 9.804         | 9.519         |